# Schlacht am Sankt-Lorenz-Strom

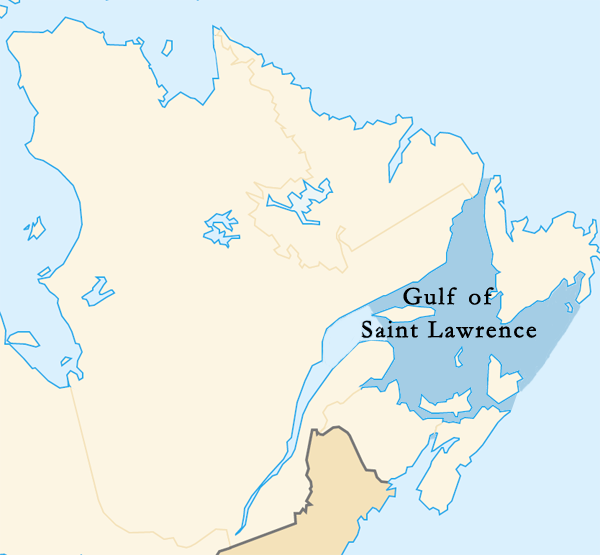
Karte des Operationsgebietes im Sankt-Lorenz-Golf an der kanadischen Atlantikküste

Die Schlacht am Sankt-Lorenz-Strom war eine Serie von Kampfhandlungen zwischen der deutschen Kriegsmarine und kanadischen Streitkräften zwischen Mai 1942 und November 1944.
Die Auseinandersetzungen beinhalteten verschiedene Marine- und Anti-U-Boot-Operationen im gesamten Gebiet des Sankt-Lorenz-Stromes bzw. des Golfes von Sankt Lorenz, Belle-Isle-Straße, Anticosti und Cabotstraße an der kanadischen Atlantikküste. Während dieser Zeit versenkten deutsche U-Boote mehrere alliierte Handelsschiffe und vier kanadische Kriegsschiffe. Es gab mehrere amphibische und landwärtsgerichtete Operationen (Absetzen deutscher Spione, Versuch der Befreiung wichtiger deutscher Kriegsgefangener (Unternehmen Kiebitz)). Trotz der 23 verlorenen Schiffe war diese Schlacht ein strategischer Sieg für die kanadischen Streitkräfte, da sie letztlich die U-Boot-Aktivitäten unterbrechen, kanadische und alliierte Konvois schützen und alle versuchten Landeinsätze abfangen konnten.